# Eskolaïte
L'eskolaïte est un minéral rare d'oxyde de chrome (oxyde de chrome(III) Cr2O3).

## Découverte et occurrence
Elle a été décrite pour la première fois en 1958 pour une occurrence dans la mine d'Outokumpu en Finlande orientale. On le trouve dans les skarns à trémolite contenant du chrome, dans les veines à quartzites et chlorites métamorphosés en Finlande ; dans les argiles d'éboulis glaciaires en Irlande et dans les galets de torrent dans la rivière Merume au Guyana. Elle a également été trouvée comme composante rare des météorites à chondrite.
Le minéral est nommé d'après le géologue finlandais Pentti Eelis Eskola (1883–1964).

## Structure et propriétés physiques

Volume molaire en fonction de la pression à température ambiante.

L'eskolaïte cristallise dans le système trigonal avec le groupe d'espace R3c et possède les paramètres cristallins a = 4,95 Å et c = 13,58 Å dans les conditions standard. La maille conventionnelle contient six unités formulaires. La maille est analogue à celle du corindon, le Cr3+ remplaçant Al3+.